# 五氟苯酚
五氟苯酚是一种卤代酚，化学式 C6F5OH。它是苯酚对应的全氟化合物。它是一种白色固体，在稍高于室温下融化。它的pKa为 5.5，是酸性最强的酚之一。

## 用处
五氟苯酚可以用来合成五氟苯酯，是多肽合成的活性酯。

## 危害
五氟苯酚被认为是危险的，因为口服，皮肤和吸入都有危险，会导致严重的皮肤灼伤和眼睛损伤。